# Star Trek Beyond
Star Trek Beyond (Brasil: Star Trek: Sem Fronteiras / Portugal: Star Trek: Além do Universo) é um filme norte-americano de ação-aventura lançado em 2016 dirigido por Justin Lin e escrito por Simon Pegg e Doug Jung. É o décimo terceiro longa-metragem da franquia Star Trek e o terceiro estrelado pelo novo elenco na série reboot. Na história, a tripulação da USS Enterprise é atacada e presa em um planeta desconhecido, precisando encontrar um modo de fugir e enfrentar um inimigo que planeja destruir a Federação dos Planetas Unidos.

## Enredo
A USS Enterprise chega na enorme estação espacial Yorktown depois de três anos de missão a fim de reabastecer e dar uma folga para sua tripulação. Kirk faz um pedido de promoção para vice-almirante por estar lutando para encontrar algum significado na natureza sem fim da exploração espacial. Enquanto isso, Hikaru Sulu reencontra com seu marido e filha, Montgomery Scott trabalha para manter a nave operacional, e Spock e Uhura terminam sua relação; Spock também recebe as notícias de que o Embaixador Spock (seu eu mais velho da linha do tempo alternativa) morreu em Novo Vulcano.
Uma cápsula de fuga emerge da nebulosa vizinha e a Enterprise logo depois é enviada em uma missão de resgate. A sobrevivente Kalara afirma que sua nave caiu em Altamid, um planeta dentro da nebulosa. A situação revela-se uma emboscada e a Enterprise é rapidamente despedaçada por um enxame de pequenas naves. Krall e sua tripulação invadem a nave à procura de um artefato alienígena chamado Abronath que Kirk adquiriu durante uma missão diplomática. Krall captura boa parte dos tripulantes, porém não consegue o artefato. Kirk ordena a evacuação e a seção do disco da Enterprise cai no planeta.
Sulu, Uhura e os outros sobreviventes são mantidos em cativeiro por Krall na superfície do planeta. Kirk, Pavel Chekov e Kalara localizam os destroços da seção do disco, porém esta última revela-se ser uma aliada de Krall e tenta recuperar o Abronath. Kirk ativa os propulsores da nave e consegue fugir dos inimigos, com Kalara sendo esmagada pelo disco da Enterprise. Enquanto isso, Leonard McCoy cuida de Spock que se feriu no ataque. O segundo confidencia que tem a intenção de deixar a Frota Estelar para continuar o trabalho do Embaixador Spock em Novo Vulcano. Enquanto isso, Scott é resgatado por Jaylah, que anteriormente conseguiu escapar da prisão de Krall. Ela leva Scott para sua casa improvisada, a USS Franklin, antiga nave estelar da Frota Estelar que supostamente desapareceu um século antes.
Scott consegue se reunir com Kirk, Checov, Spock e McCoy. O grupo planeja uma incursão ao campo de Krall com o objetivo de teletransportar a tripulação para a Franklin, depois consertar a nave e fugir do planeta. Enquanto isso, Krall coage a alferes Syl a entregar o Abronath que havia escondido em sua cabeça à mando de Kirk. O artefato revela-se ser a metade perdida de uma antiga arma química criada pelos habitantes originais de Altamid que pode desintegrar um corpo humanoide. Krall planeja lançar um ataque contra a Yorktown e matar sua população com o Abronath, em seguida partindo para destruir a Federação dos Planetas Unidos. Kirk e os outros libertam a tripulação enquanto Krall lança seu ataque.
A Franklin persegue o enxame de Krall. Scott teletransporta Spock e McCoy para uma das naves-drone, onde descobrem que transmissões de rádio podem atrapalhar as comunicações de Krall e destruir a frota. Krall sobrevive e entra em Yorktown, fugindo para a cidade. Uhura descobre nos diários da Franklin que Krall é na verdade o capitão Balthazar Edison. Este era um humano da época pré-formação da Federação que ficou desiludido com a nova instituição, rejeitando todos os princípios de unidade e cooperação. Krall e outros dois sobreviventes prolongaram suas vidas com a tecnologia dos habitantes originais de Altamid, ao custo das vidas dos outros tripulantes e suas fisiologias humanas, reaproveitando os drones para o exame. Krall deseja acabar a Federação para que os conflitos espaciais recomecem. Kirk o segue até o sistema de ventilação da base, onde o Abronath é ativado, porém Kirk consegue ejetar o artefato e Krall para o espaço.
Kirk decide recusar o cargo de vice-almirante e permanece como capitão, enquanto Spock e Uhura retomam sua relação. Jaylah é aceita na Academia da Frota Estelar por meio da recomendação de Kirk. Enquanto a tripulação celebra o aniversário do capitão, eles observam a construção da nova USS Enterprise-A.

## Elenco
- Chris Pine como James T. Kirk, o oficial comandante da USS Enterprise.
- Zachary Quinto como Spock, o primeiro oficial e oficial de ciências da Enterprise.
- Karl Urban como Leonard McCoy, o oficial médico chefe da Enterprise.
- Simon Pegg como Montgomery Scott, o oficial engenheiro chefe da Enterprise.
- Zoë Saldaña como Nyota Uhura, a oficial de comunicações da Enterprise.
- John Cho como Hikaru Sulu, o piloto da Enterprise.
- Anton Yelchin como Pavel Chekov, o navegador da Enterprise.
- Idris Elba como Krall, um poderoso alienígena.
- Sofia Boutella como Jaylah, a fugitiva alienígena de Krall.
- Joe Taslim como Manas, o braço direito de Krall.
- Lydia Wilson como Kalara, uma capanga de Krall
- Deep Roy como Keenser, o assistente de Scott na engenharia da Enterprise.
- Shohreh Aghdashloo como Paris, a comandante da Estação Yorktown.

## Produção

### Desenvolvimento
Como Abrams retornaria somente como produtor no terceiro filme da nova franquia, enquanto focava na direção de Star Wars: The Force Awakens, o roteirista Roberto Orci foi encarregado de substituí-lo como diretor em maio de 2014. Contudo, em dezembro, Orci foi movido para a produção e Edgar Wright passou a ser cotado para assumir o longa. Outros diretores considerados foram Rupert Wyatt, Morten Tyldum, Daniel Espinosa, Justin Lin e Duncan Jones. O ator Jonathan Frakes também expressou interesse em dirigir o terceiro filme. No final do mesmo mês, Lin foi anunciado como diretor de Star Trek Beyond.

### Roteirização
Em 2013, Orci hava iniciado um esboço juntamente com Patrick McKay e J. D. Payne, sendo que este último declarou: "Nós realmente queremos retomar a sensação de exploração e maravilha. O tipo de sensação otimista do futuro que Star Trek têm sempre trazido às telas. É como os Chicago Bulls no espaço, falando de pessoas que sempre são excelentes em suas funções". Em janeiro de 2015, após a saída de Orci, Simon Pegg e Doug Jung foram contratados para reescrever o roteiro, com Pegg afirmando que a Paramount "tinha um roteiro para Star Trek que não funcionava para eles. Eu acredito que o estúdio estava preocupado com aquele roteiro sendo muito Star Trek". Pegg recebeu a indicação de realizar um filme "mais inclusivo", afirmando que a solução seria "realizar um faroeste ou suspense em um filme de assalto, então popular quanto os personagens de Star Trek, tornando-o familiar à uma audiência que pode ser um pouco reticente".

### Seleção de elenco
Grande parte do elenco do primeiro filme fechou contrato para realização de mais duas sequências. Em maio de 2014, no início do desenvolvimento de Beyond, William Shatner declarou ter sido contactado por Abrams para uma possível aparição, mas o roteiro mudou de mãos e a proposta nunca foi concretizada. Apesar de sua personagem ter ingressado na Enterprise nas cenas finais do filme anterior, Alice Eve não estava incluída no filme porque Pegg não considerou-a uma personagem construtiva. Contudo, não descartou a possibilidade de um retorno em uma produção futura. Após o relançamento do roteiro, o personagem de Joseph Gatt também foi removido. Em março de 2015, Idris Elba estava em negociações para assumir o papel de antagonista e foi confirmado meses após. Pegg desejava um vilão original ao invés de vilões já conhecidos dos enredos anteriores. Em abril, Sofia Boutella uniu-se ao grupo de protagonistas, sendo seguida por Deep Roy, Joe Taslim e Lydia Wilson. Em março de 2016, Shohreh Aghdashloo foi convocado ao elenco como o Alto Comandante da Federação.

### Filmagem
A filmagem principal para o filme teve início em 25 de junho de 2015 em Vancouver e Squamish, na Colúmbia Britânica, após diversos atrasos causados por rejeição do roteiro. Filmagens adicionais foram realizadas em Seul e Dubai. O processo de filmagem foi encerrado em 15 de outubro e em março de 2016, a produção refez algumas cenas para a inclusão de Aghdashloo.